# Стремваллен
Стремваллен (швед. Strömvallen) — футбольний стадіон у шведському місті Євле, домашня арена футбольного клубу «Єфле». Зведений у 1903 році та неодноразово реконструйований, востаннє у 2005 році. З 1903 по 1923 рік арена носила назву «Стремдаленс Ідроттсплатс» (швед. Strömdalens Idrottsplats). На даний момент вміщує 7 200 глядачів. Стадіон розташований між міським концертним залом та центром мистецтв Сільванум.

## Історія
Вперше розмови про те, що у Євле має бути збудований стадіон, почалися у 1892 році, проте лише вісім років потому міська рада надала спортивному товариству «Єфле» дозвіл на будівництво на березі річки Євлеон. У 1903 році на цьому місці було збудовано спортивний комплекс, який включав у себе футбольне поле розміром 100х64 метри, бігові доріжки, сектори для метання списа та диска і місця розміщення для 400 глядачів. Протягом наступного десятиліття стадіон зазнав певних змін: покращили якість бігових доріжок, побудували паркани та нові змагальні майданчики. Арену почали використовувати для проведення змагань з боксу, боротьби та катання на ковзанах.
У 1923 році завдяки зусиллям бізнесмена та колишнього спортсмена Ісаака Вестергрена було проведено тотальну реконструкцію старого спортивного комплексу за сучасним проектом архітектора Еріка Вестергрена. 3 липня 1923 року було оголошено про те, що стадіон отримав нову назву, яка збереглася і дотепер — Стремваллен.
У 40-х роках XX століття на Стремваллені проводилися змагання серед представників спортивного клубу «Єфле», у яких брали участь такі відомі шведські легкоатлети, як Олле Оберг, Інгвар Бенгтссон, Йоста Бергквіст, Генрі Еріксон та Гундер Гегг. Саме змагання за участю останнього зібрали неперевершену досі кількість глядачів на цій арені — 9 333. Це сталося 29 липня 1942 року. Змагання з зимових видів спорту також відбувалися на Стремваллені досить часто. Так з 1920 по 1959 рік тут проходили ковзанярські перегони та матчі з бенді. У 1939 році стадіон навіть приймав фінальний матч чемпіонату Швеції з хокею з м'ячем, у якому «Гуге» розгромив «Несше» з рахунком 5-2. Рекорд відвідуваності під час поєдинку з бенді становить 8 426 глядачів і був встановлений 28 січня 1951 року.
У 1966–1967 роках стадіон знову зазнав суттєвої реконструкції: було обладнано нові роздягальні та санвузли, збудовано нові трибуни та введено у експлуатацію штучне освітлення. Протягом наступних двох десятиліть на оновленій арені періодично проходили матчі Аллсвенскан за участю футбольних клубів «Бринес» та «Єфле», що були господарями стадіону. У 1984 році, після побудови легкоатлетичного стадіону в Євле, бігові доріжки та інші легкоатлетичні сектори на Стремваллені було демонтовано і він перетворився на чисто футбольну арену. Рекорд відвідуваності стадіону під час футбольних матчів було встановлено 2 жовтня 1983 року під час матчу між «Єфле» та «Гетеборгом». За цим поєдинком спостерігали 7 644 глядачі.
У 2003 році з нагоди 100-річчя Шведського футбольного союзу Стремваллен було включено до списку 100 історичних спортивних пам'яток Швеції.
Після успішного виступу «Єфле» в Супереттан у 2004 році та поверненню клуба до еліти шведського футболу було прийняте рішення про чергову модернізацію арени, під час якої місткість стадіону було встановлено на позначці 7 200 глядачів та постелено штучне покриття футбольного поля. Втім, так і залишилися не вирішеними серйозні проблеми з безпекою глядачів: стадіон все ще мав замало виходів, які до того ж були постійно замкненими та контролювалися незначною кількістю охоронців, гвинти, що ними прикручено рекламні щити, відкрито стирчали у бік глядачів, та не скрізь, де потрібно, виконувалися правила пожежної безпеки.
Спортивний клуб «Єфле» при підтримці приватних компаній з нерухомості планував розширити Стремваллен за рахунок добудови концертного залу, конференц-залів та готелю і розширити місткість стадіону до 12 000 глядачів.